# Маја Мазић
Маја Мазић (Нови Сад, 27. октобар 1995) је девојчица из Новог Сада, учесник такмичења у клавиру и певању, која је представљала Србију на Дечјој песми Евровизије 2008, 22. новембра у Лимасолу.
Маја похађа основну школу „Светозар Марковић-Тоза“ и музичку школу „Јосип Славенски“ у Новом Саду. Освојила је 12 награда на такмичењима пијаниста, од којих једну међународну у Паризу 2006.
Први самостални певачки наступ имала је са 5 година. Учествовала је на бројним дечјим такмичењима:
- 2003, као представник Србије и Црне Горе на дечјем музичком фестивалу „Златни Цеткин“ у Италији,
- 2004, прве награде за интерпретацију на фестивалу „Златно звонце“ у Новом Саду и на међународном фестивалу у Румунији,
- 2006, прва међународна награда у групи естрадних вокала од 10-18 година и међународна награда за интерпретацију у Македонији,
- 2007, награде за интерпретацију на међународним фестивалима у Пољској и Украјини и на фестивалу „Шкољкице“ у Новом Саду,
- 2008, на ревијалном фестивалу „Отворена Европа“ у Бечу.

2008. године је победила на националном избору за представника Србије на Дечјој песми Евровизије 2008, са песмом Увек кад у небо погледам, за коју је сама написала текст и музику. Маја је наступила 10. по реду од 12 такмичара.